# Gavino Zucca
Gavino Zucca (Sassari, 30 agosto 1959) è uno scrittore italiano.

## Biografia
Nato a Sassari nel 1959, Gavino Zucca si è laureato in Fisica presso l'Università di Pisa (1983) e in Filosofia presso l’Università di Bologna (2004). Ha creato il personaggio del tenente Giorgio Roversi, bolognese trapiantato nella Sassari dei primi anni ’60, protagonista di una serie di romanzi gialli pubblicati dalla casa editrice Newton Compton.

## Opere

### Romanzi e racconti sulle indagini del Tenente Roversi
1. Il mistero di Abbacuada, Romanzo, Newton Compton, 2017, ISBN 978-88-227-0445-0
2. Il giallo di Montelepre, Romanzo, Newton Compton, 2018, ISBN 978-88-227-1822-8
3. Il delitto di Saccargia, Romanzo, Newton Compton, 2019, ISBN 978-88-227-3037-4
4. Il misterioso caso di Villa Grada, Romanzo, Newton Compton, 2020, ISBN 978-88-227-4060-1
5. Assassinio a Pedra Manna, Romanzo, Newton Compton, 2021, ISBN 978-88-227-5543-8
6. Giallo al collegio dei Santi Innocenti, Racconto ebook, Newton Compton, 2021
7. Giallo sulla Riviera del corallo, Romanzo, Newton Compton, 2022, ISBN 978-88-227-6644-1
8. Doppio mistero sotto la Rocca , Romanzo, Newton Compton Editori, 2023, ISBN 978-88-227-7489-7
9. Delitto a Foresta Burgos, Romanzo, Newton Compton Editori, 2023, ISBN 978-88-227-8107-9
10. L'enigma nella Nurra, Romanzo, Newton Compton Editori, 2024, ISBN 978-88-227-8367-7
11. I delitti di Maccia d'araru, Romanzo, Newton Compton Editori, 2025, ISBN 978-88-227-8367-7

### Audiolibri
- Il mistero di Abbacuada, Romanzo, Audible, 2022
- Il giallo di Montelepre, Romanzo, Audible, 2023
- Il delitto di Saccargia, Romanzo, Audible, 2021
- Il misterioso caso di Villa Grada, Romanzo, Audible, 2022
- Assassinio a Pedra Manna, Romanzo, Audible, 2025
- Giallo al collegio dei Santi Innocenti, Racconto, Audible, 2025
- Giallo sulla Riviera del Corallo, Romanzo, Audible, 2025

### Altre opere letterarie
- L'isola della memoria, Romanzo breve per ragazzi, Moby Dick, 1992, ISBN 88-85122-26-4
- La ragazza di Gablonz, Romanzo, La Riflessione, 2007, ISBN 978-88-6211-058-7
- Il giallo perfetto, Racconto in Giallo Sardo di autori vari, Edizioni Piemme, 2021, ISBN 978-88-554-4702-7
- Principio di precauzione, Racconto in Giallo Sardo 2: un'altra estate di autori vari, vari, Edizioni Piemme, 2023, ISBN 978-88-566-9177-1